# 陳瓚 (嘉靖丙辰進士)
陳瓚（1518年—1588年），字廷祼，号雨亭，直隶苏州府常熟县（今江苏省常熟市）人，明代政治人物。

## 生平
嘉靖二十五年（1546年）丙午科應天乡试第二十一名举人，嘉靖三十五年（1556年）中式丙辰科会试第一百七十名，三甲第一百七十五名进士。刑部观政，授江西永丰县知县，治最，四十年九月擢刑科給事中。弹劾罷免嚴嵩餘黨祭酒王才、諭德唐汝楫。四十一年十一月升刑科右給事中，四十二年四月遷刑科左給事中，疏陈黜遗奸、采遗贤二事，弹劾文選司郎中南軒，請錄建言廢斥者。世宗震怒，命锦衣卫将陈瓒廷杖六十，除名为民。
隆慶元年（1567年）正月，起為吏科左給事中，疏請追卹楊最、楊爵、羅洪先、楊繼盛，并誅奸黨之殺沈鍊者，获准，楊順、路楷皆被捕治罪。同年十二月，擢太常寺少卿。高拱因陳瓚為徐階所引荐而不满，陳瓚已移疾歸里，以“浮躁”为由被謫为洛川县丞，不赴。
萬曆年间，由于徐阶之故，高拱及張居正任首辅均不召其出山。居正死后，始以薦起會稽縣丞，升漳州府推官，累官南京礼部郎中，十一年十一月升南京通政使司右参议，十二年四月升太常寺少卿，七月升通政司右通政，轉左通政，十三年六月升南京太常寺卿，九月改都察院右副都御史、協理院事，十四年二月升刑部右侍郎，十五年十一月改刑部左侍郎，十六年卒于官，享年七十一，十七年四月賜祭葬，贈右都御史，三十一年追諡莊靖。

## 著作
有《济美堂集》六卷。

## 家族
曾祖陳立。祖父陳復，字一陽，號一鶴，弘治甲子举人，历知长兴、大庾二县，官至韶州府通判，贈刑部郎中。父陈荣，封知县，改封左给事中，加封太常少卿。母吕氏，贈孺人，加赠恭人。叔陳諫，字信可，號愛鶴，嘉靖庚戌进士，历官刑部主事、刑部郎中、重庆知府。弟陈琦、陈琬、陈璲，俱生员；陈璟，监生；陈璋、陈珤、陈璨、陈瑞、陈玘。